# Radio Steiermark
Radio Steiermark est le programme régional d'Ö2, radio du service public ÖRF, pour la Styrie (Steiermark).

## Programmes

### Émissions
La programmation musicale est de la musique folklorique, du schlager, des grands succès depuis les années 1960 et de l'austropop.
Depuis le 1er janvier 2002, Radio Steiermark émet sur 24 heures. Chaque heure -chaque demi-heure entre 5h et 19h-, il y a un bulletin d'information sur la météo et la circulation, les informations nationales et internationales sont produites à Vienne. Les informations locales sont rédigées en Styrie : politique, économie, culture, sport...
Les sujets des émissions sont la santé, la consommation, le patrimoine...
Le studio est le studio régional de l'ÖRF à Graz.

## Audiences
Les concurrents de Radio Steiermark sont des radios privées : Antenne Steiermark (de), KroneHit, Radio Soundportal (de), Radio Grün-Weiß... Malgré la perte d'auditeurs lors de leur arrivée, Radio Steiermark reste leader des radios régionales avec 400.000 auditeurs.

## Diffusion

### Modulation de fréquence (FM)
- Graz: 95.4 MHz
- Eibiswald: 98.7 MHz
- Bruck/Mur: 93.2 MHz
- Neumarkt: 94.1 MHz
- Liezen: 96.8 MHz
- Schladming: 96.3 MHz
- Mitterbach: 92.8 MHz
- Murau: 96.8 MHz
- Mürzzuschlag: 94.5 MHz
- Knittelfeld: 94.9 MHz
- Eisenerz: 97.3 MHz
- Rechnitz: 100.1 MHz
- Leoben: 97.1 MHz

## Source, notes et références
- (de) Cet article est partiellement ou en totalité issu de l’article de Wikipédia en allemand intitulé « Radio Steiermark » (voir la liste des auteurs).